# Elżbieta Szparaga
Elżbieta Anna Szparaga (ur. 10 października 1950 w Nowinach) – polska polityk, posłanka na Sejm III i IV kadencji.

## Życiorys
Ukończyła w 1980 studia na Wydziale Socjologiczno-Politycznym Wyższej Szkoły Nauk Społecznych przy KC PZPR. Od 1969 do rozwiązania należała do Polskiej Zjednoczonej Partii Robotniczej. Od 1980 do 1982 była I sekretarzem komitetu zakładowego, a od 1982 do 1988 kierowała Rejonowym Ośrodkiem Pracy Partyjnej. W 1988 została I sekretarzem komitetu miejskiego PZPR.
W latach 1975–1979 była kierownikiem wydziału organizacyjnego Rady Wojewódzkiej Federacji Socjalistycznych Związków Młodzieży Polskiej. Pracowała w Urzędzie Miasta i Gminy Chodecz, później kierowała Włocławskim Centrum Kultury. W latach 90. zasiadała w radzie miejskiej Aleksandrowa Kujawskiego, następnie od 1998 do 2000 w sejmiku kujawsko-pomorskim. W 1998 została posłem III kadencji, zastępując zmarłego posła SLD Kazimierza Nowaka. Sprawowała też mandat w Sejmie IV kadencji z okręgu toruńskiego. W 2005 bezskutecznie ubiegała się o reelekcję, po czym powróciła do pracy we Włocławskim Centrum Kultury jako kierownik administracyjny. Zasiadała we władzach krajowych Sojuszu Lewicy Demokratycznej. Bez powodzenia kandydowała w wyborach w 2006 i w 2014 do sejmiku, w 2010 do rady powiatu, a w 2011 do Sejmu.